# Musée archéologique d'Olympie
Vous lisez un « bon article » labellisé en 2009.
Le musée archéologique d'Olympie est un des principaux musées de Grèce. Il dépend du ministère grec de la culture (septième éphorat des antiquités préhistoriques et classiques) et est dirigé (en 2009) par Georgia Xatzi. Il fut le premier musée créé hors de la capitale. Il abrite les découvertes faites sur l'Altis, le site d'Olympie : des objets allant de la Préhistoire à l'époque romaine voire jusqu'aux VIe – VIIe siècles. Ses pièces maîtresses sont l’Hermès portant Dionysos enfant de Praxitèle, les frontons du temple de Zeus, la « Victoire de Paionios » ainsi que la coupe ayant appartenu à Phidias. L'ampleur de sa collection de bronzes antiques en fait la plus importante du monde.
Le musée est installé dans deux bâtiments : le bâtiment principal avec douze salles d'exposition (organisées de façon thématique et chronologique : époques préhistorique, géométrique et archaïque, céramique archaïque et classique, sculpture monumentale en terre cuite, frontons et métopes du temple de Zeus, « Victoire de Paionios », atelier de Phidias, Hermès de Praxitèle, époque hellénistique, époque romaine, statuaire romaine et dernières années du sanctuaire) et une aile avec les services aux visiteurs. Un autre bâtiment, consacré à la boutique du musée, est un peu à l'écart, à mi-chemin du site archéologique.

## Histoire

### Premier musée

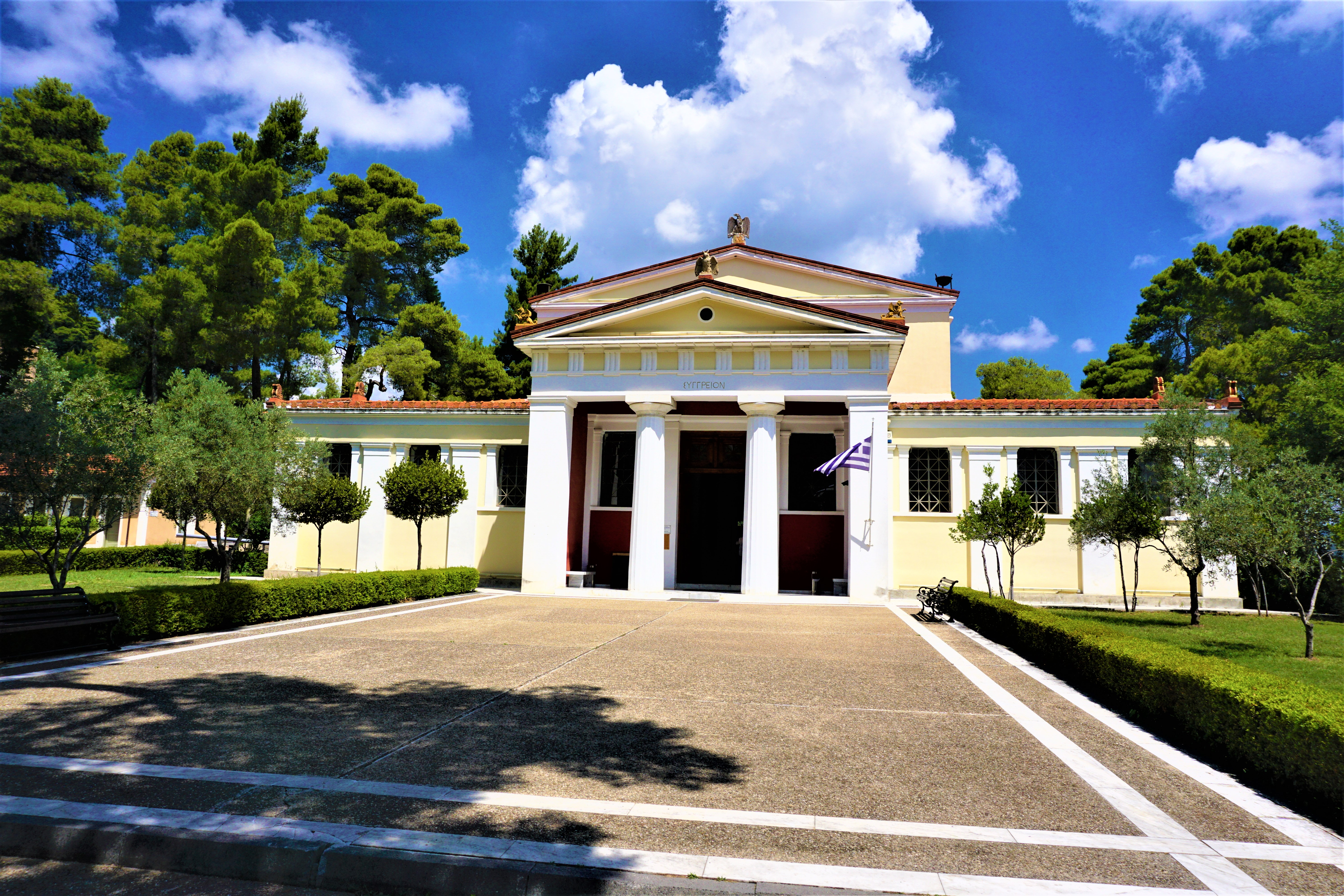
L'ancien musée d'Olympie, désormais Musée de l'histoire des Jeux olympiques antiques.

Les travaux de fouilles du site d'Olympie, dans la seconde moitié du XIXe siècle, rendirent très vite nécessaire la construction d'un bâtiment pour abriter les découvertes. Le banquier philanthrope Andréas Syngrós la finança (pour 220 000 drachmes) et confia le chantier aux deux architectes et archéologues allemands, qui avaient commencé les fouilles du site, Wilhelm Dörpfeld et Friedrich Adler.
Un bâtiment néo-classique fut érigé sur la colline de Drouva à la sortie de la ville, sur la route du sanctuaire. Achevé en 1888, il était le premier musée grec construit hors de la capitale. Endommagé par un tremblement de terre en 1954, il était aussi trop petit pour accueillir l'ensemble des collections. La construction d'un nouveau musée fut décidée dans les années 1970. Longtemps inusité, le bâtiment abrite depuis 2004 un musée de l'histoire des Jeux olympiques antiques, crée à l'occasion des Jeux olympiques d'été d'Athènes,.

### Musée actuel

Plan du musée.

Le premier musée ayant montré ses limites, la construction d'un nouveau bâtiment fut confiée à l'architecte grec Pátroklos Karantinós. Commencé en 1966, le « nouveau musée » fut achevé en 1975, mais le transfert des œuvres prit du temps. L'exposition définitive ne fut inaugurée qu'en 1982 par la ministre de la culture de l'époque, Mélina Mercouri. La muséographie était due à Nikólaos Gialoúris, alors Éphore des antiquités, à Ismini Trianti et au sculpteur S. Trianitis qui fut chargé d'installer la « Victoire de Paionios » sur un socle spécifique. Aussi, celle-ci ne fut visible qu'à partir de 1994. Le musée a été rénové dans le cadre de la préparation des Jeux olympiques de 2004. Il a été fermé de septembre 2003 au 24 mars 2004. Les collections ont été réorganisées en conservant l'esprit de la première présentation. Les salles ont été agrandies ; la lumière, la ventilation et l'air conditionné revus ; la boutique a été déplacée ; l'Hermès de Praxitèle a été installé dans une salle qui lui est entièrement consacrée, sur un socle anti-tremblement de terre ; des salles nouvelles ont été créées : l'atelier de Phidias et les dernières années du sanctuaire, à la place de l'exposition sur les jeux olympiques antiques, déplacée dans un musée spécifique,,,.
Le musée actuel est organisé en deux bâtiments. Les collections sont dans les douze salles d'exposition du bâtiment principal. L'aile est de celui-ci est destinée aux services aux visiteurs (cafétéria et toilettes), tandis que ses sous-sols contiennent les réserves et les laboratoires de conservation (terres cuites, bronzes, pierre et mosaïques). La boutique (objets et livres) est installée dans un autre bâtiment, entre le musée et le site archéologique.

## Collections

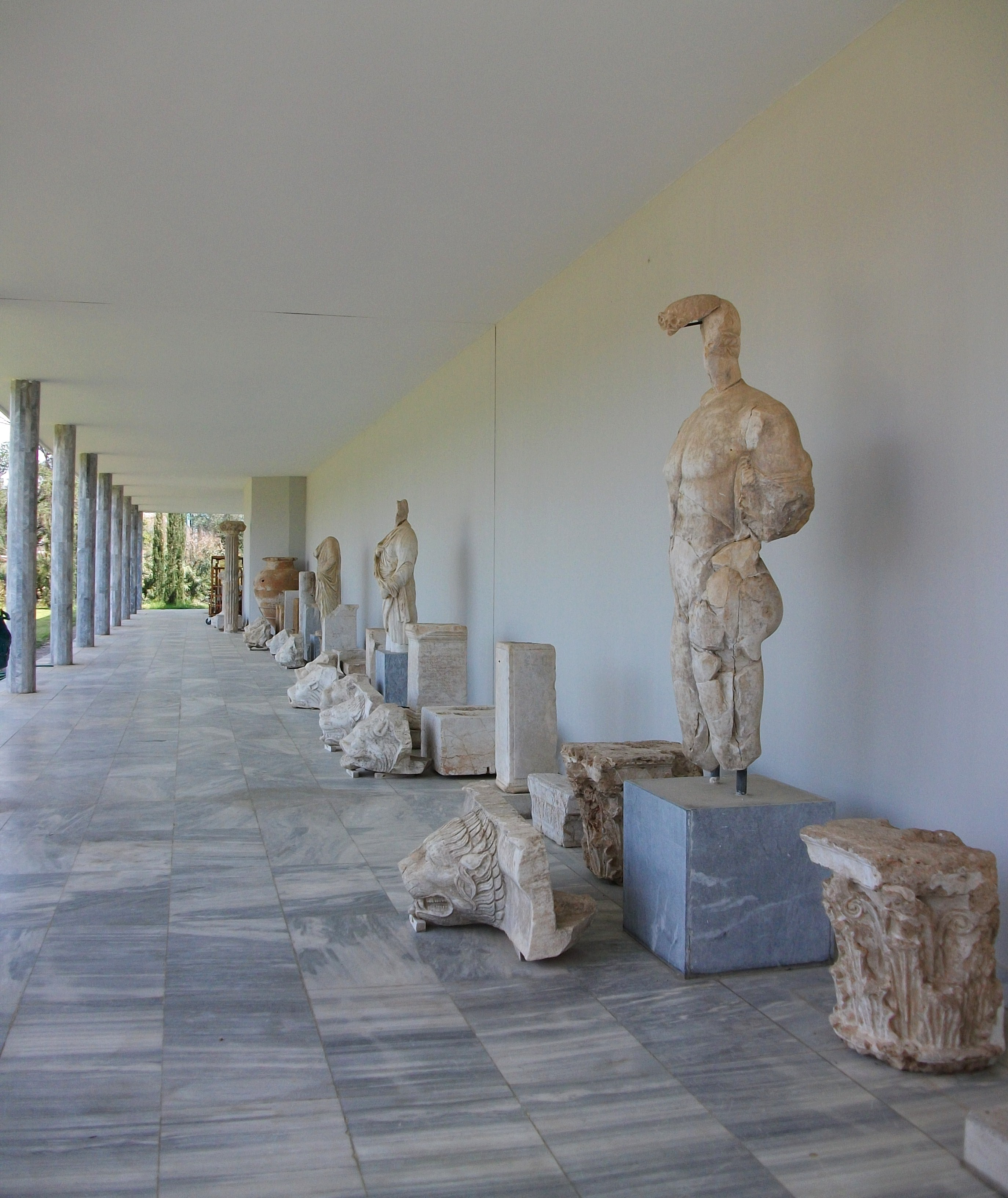
Galerie extérieure de sculptures, sur la cour.

Le musée est précédé d'une grande cour carrée à péristyle. Divers éléments d'architecture et des statues (dont le torse d'une statue colossale d'Auguste provenant du Métrôon) y sont exposés, tandis que dans le hall d'entrée se trouve une maquette du site à son apogée (époque romaine) avec l'ensemble des bâtiments qui y furent construits. Elle permet de mieux visualiser les deux visites (celle du musée et celle du site lui-même).

### Collection préhistorique et protohistorique
La salle no 1 (à gauche du hall) est consacrée à la période préhistorique, grâce aux découvertes réalisées sur le site mais aussi dans la région d'Olympie. Les tessons exposés ici et remontant à la fin du néolithique (4300 - 3100 av. J.-C.) ont été découverts dans le remblai nord du stade olympique. Ils sont les indices d'une occupation très ancienne du site. Les objets les plus anciens (poteries à la main et outils en pierre) datent de l'Helladique Ancien II et III (2700 - 2000 av. J.-C.). Certains proviennent du « tumulus de Pélops » (entre le temple d'Héra et l'autel de Zeus sur le site archéologique) dont une reconstitution est aussi proposée. D'autres ont été aussi découverts dans des habitats voûtés, les constructions les plus anciennes présentes sur le site. Les vases exposés sont caractéristiques de cette période : des « saucières », des cruches de type prochous, des vases dont la forme est proche de l'amphore, des phiales à une seule anse, des canthares et des askoi (« vases canards »). Les cruches prochous et les phiales ont un décor, estampé ou incisé, sur la lèvre, l'anse ou la base qui montre les relations à l'Helladique ancien entre Olympie et la Culture de Cetina (en Croatie actuelle). Les liens avec la région dalmate se sont longtemps poursuivis comme le prouvent les céramiques et les outils de l'Helladique moyen (2000 - 1600 av. J.-C.),.

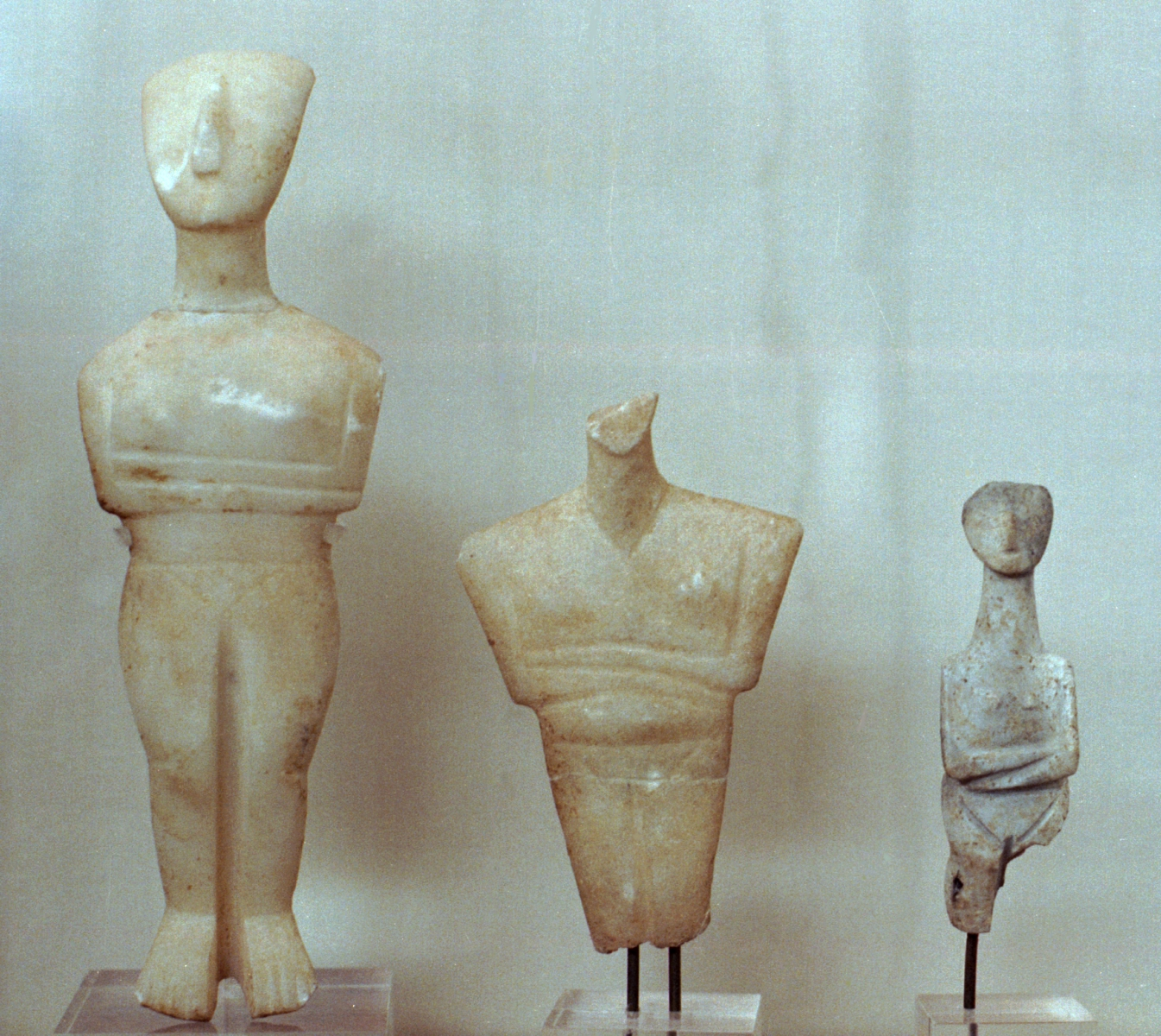
Figurines cycladiques, 2800-2200 av. J.-C.
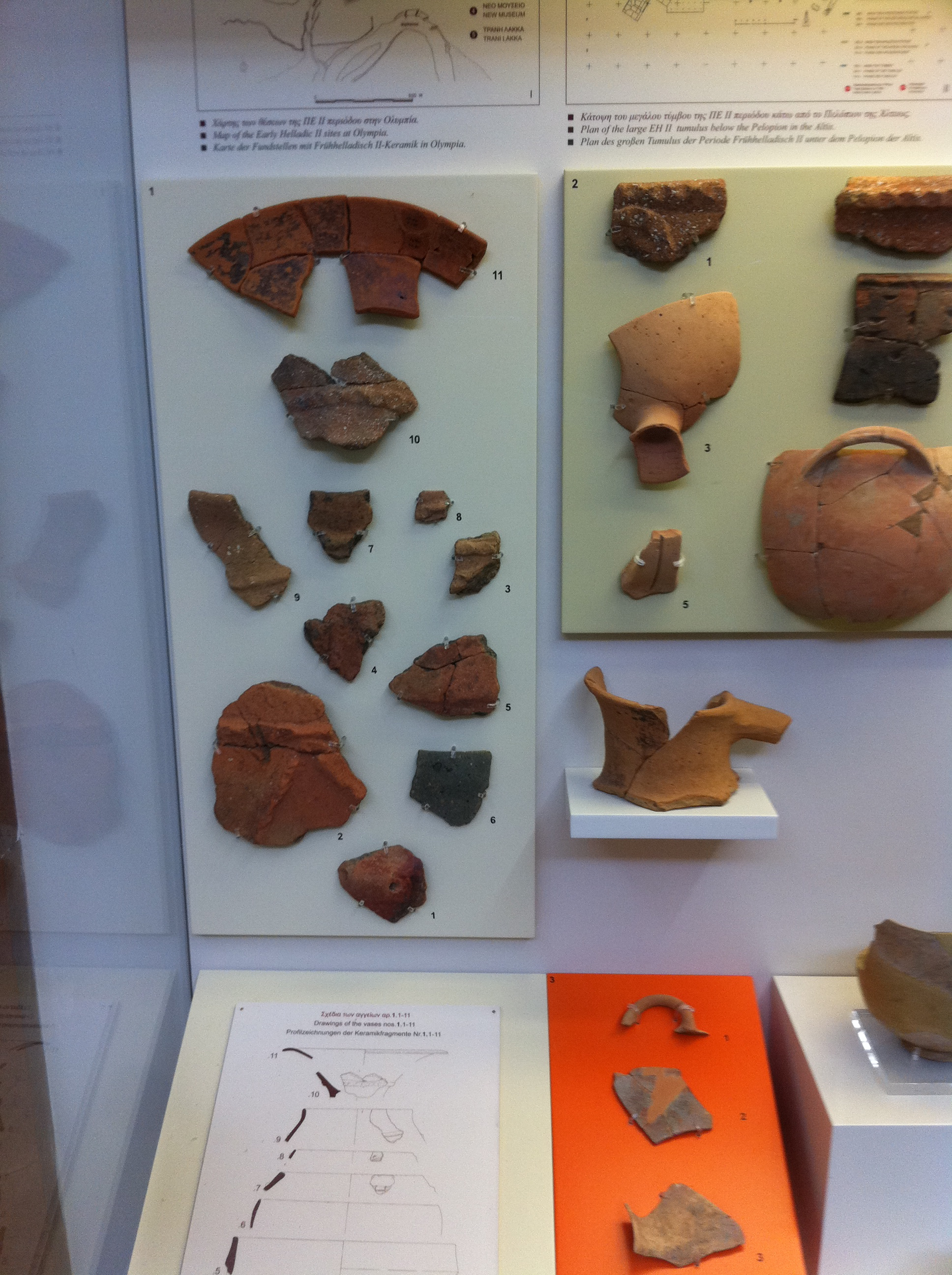
Céramique : helladique ancien, EH II, 2650-2150 av. J.-C.
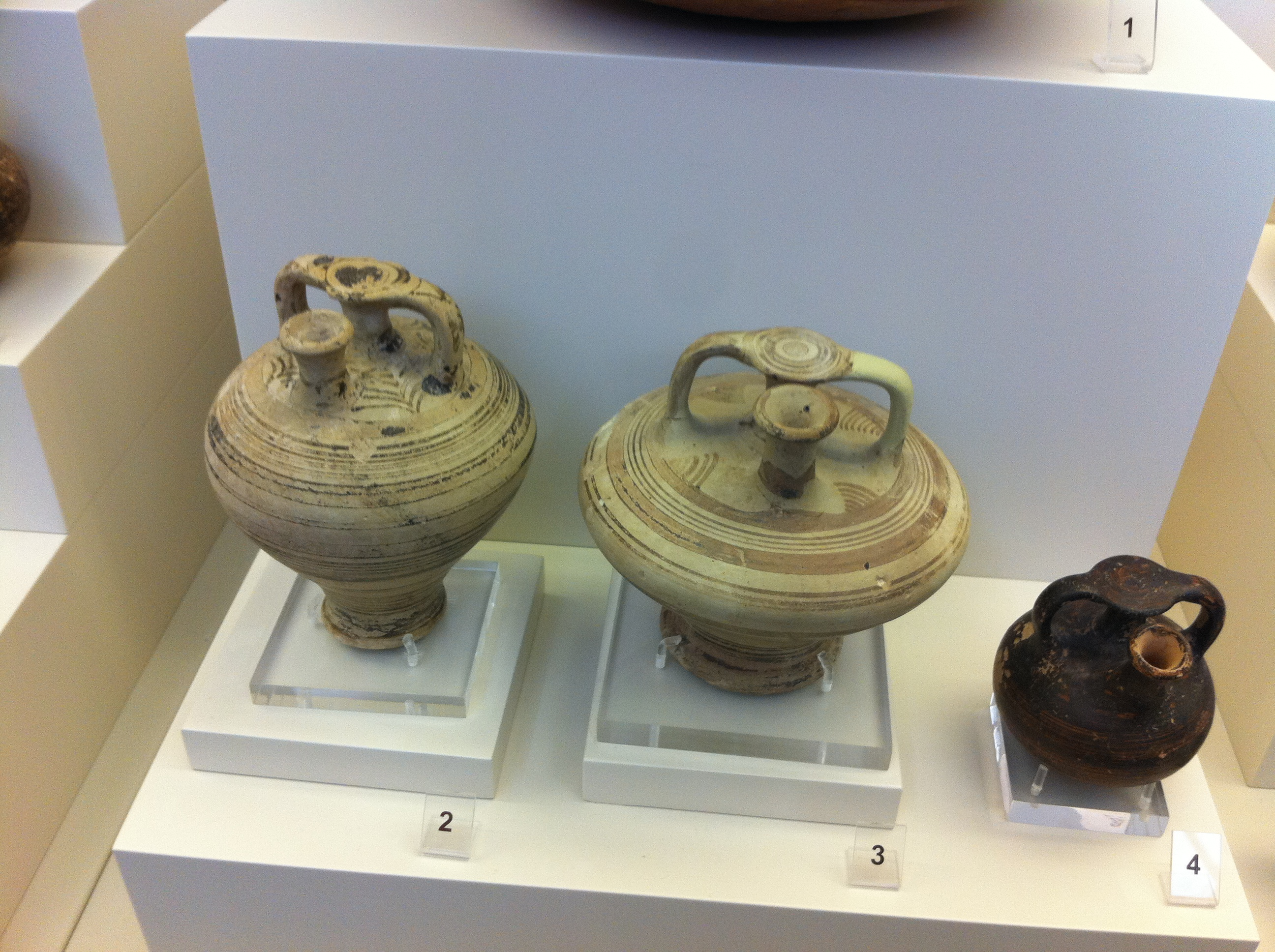
Poterie mycénienne : helladique récent, 1500-1100 av. J.-C.

La période mycénienne (1600 - 1100 av. J.-C.) est représentée par des objets (en terre cuite, pierre ou bronze) trouvés dans diverses tombes à tholos de la région, principalement sur les collines de Zouni et Kalosaka près du musée. Les vases mycéniens, à décor linéaire simple, présentés ici sont principalement des amphores qui conservaient de l'huile, des amphores à étrier pour les huiles aromatiques, des alabastres, ovoïdes ou cylindriques, pour les onguents et des kylix (vases à boire). On peut aussi voir des idoles féminines en terre cuite dites en ψ, des bijoux (colliers en pâte de verre), des ustensiles de toilette (rasoirs), des intailles, des armes (pointes de lance) et un casque en défenses de sanglier,,.

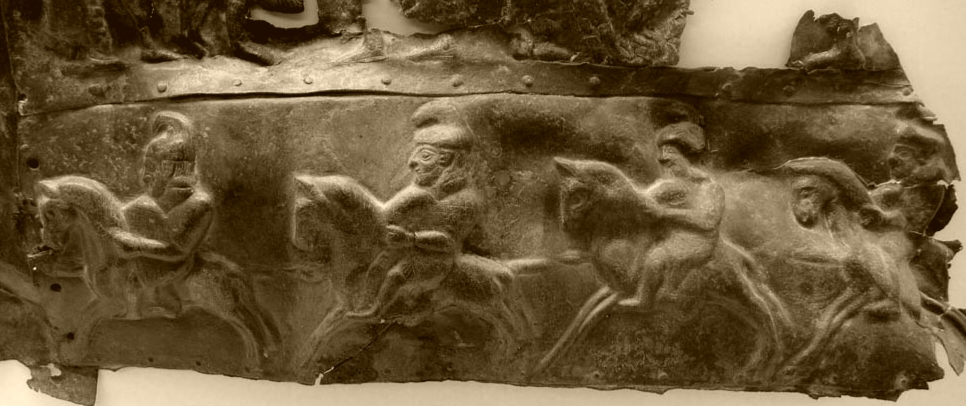
Bronze néo-hittite, réemployé par les habitants d'Olympie.

La salle se termine avec trois plaques de bronze provenant d'Assyrie et datant de l'époque néo-hittite (VIIIe siècle av. J.-C.). Elles témoignent des relations entre les deux régions. Leurs décors évoquent une procession avec des prêtres menant des animaux au sacrifice et un défilé de guerriers (cavaliers et fantassins avec des cuirasses). Elles ont été réutilisées pour recouvrir des objets en bois, aujourd'hui disparus.

### Les bronzes

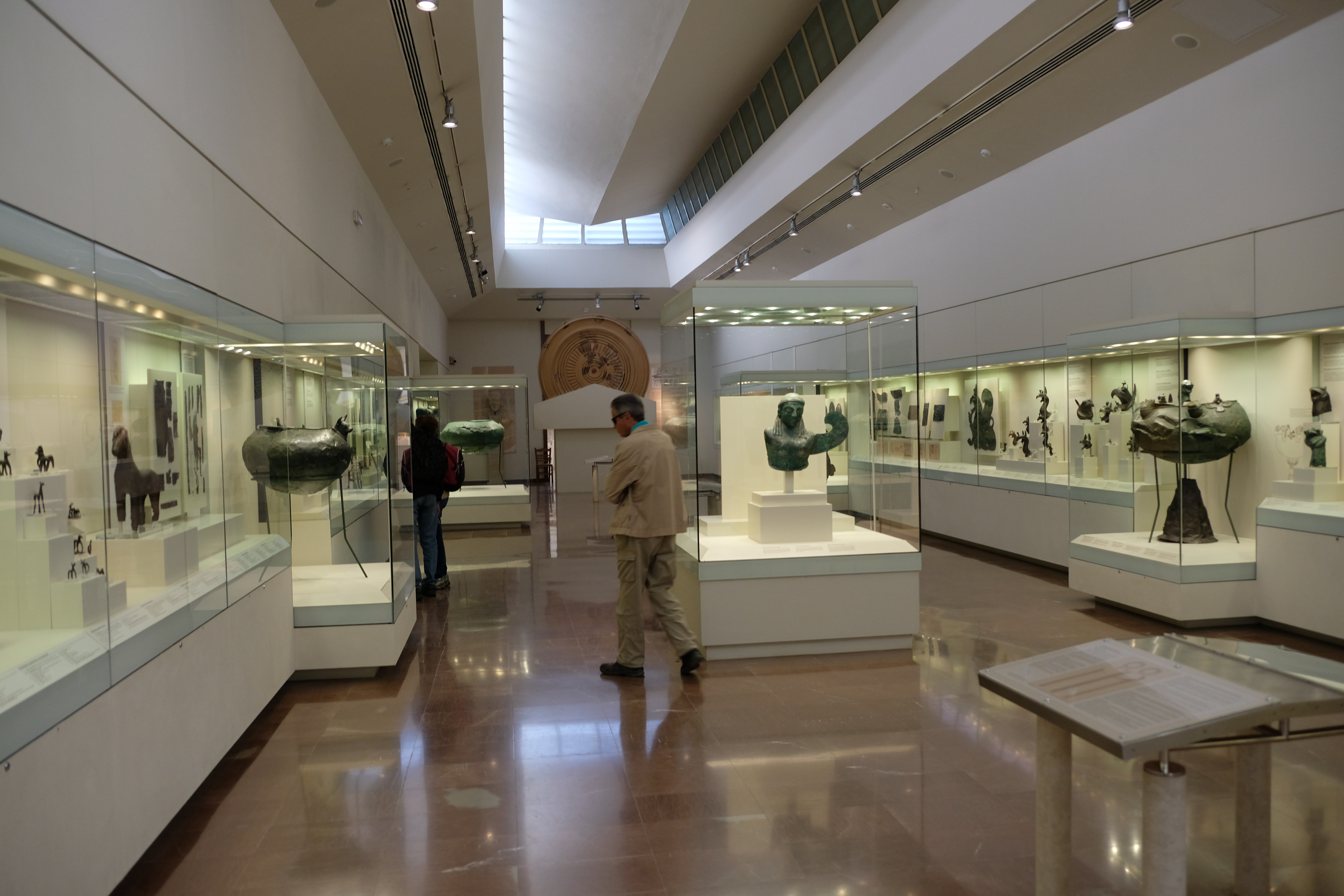
Salle des bronzes

Cette grande salle (la no 2) expose des objets en bronze, principalement des époques géométrique et archaïque (Xe et VIe siècles av. J.-C.) : armes, boucliers, casques, jambières, lébètes (chaudrons) de toutes tailles (miniatures, de taille normale ou monumentaux comme le plus ancien chaudron monumental sur trépied conservé remontant au IXe siècle av. J.-C.), trépieds, figurines et plaques ornées. Il s'agit de la plus importante collection de bronzes antiques au monde. Les offrandes à Zeus en constituent la très grande majorité et démontrent l'influence et la richesse du sanctuaire dès cette période,,.
Les offrandes à Zeus proviennent de l'immense autel constitué des cendres des animaux qui lui étaient sacrifiés sur l'Altis. Parmi ces cendres, les archéologues ont retrouvé un très grand nombre de figurines de bronze (et parfois en terre cuite) animales ou humaines, provenant de l'ensemble du Péloponnèse : les ateliers argiens, corinthiens, laconiens et éléens sont représentés. Les plus anciennes (IXe siècle av. J.-C.) sont quasiment abstraites. Les suivantes ajoutent peu à peu des détails. Diverses interprétations ont été proposées pour ces statuettes. Les figures masculines représenteraient Zeus, parfois Zeus guerrier lorsqu'il y a casque ou figure d'aurige, parfois une épiphanie du dieu. Elles pourraient aussi représenter le fidèle en position d'orant. Les figures féminines pourraient donc être soit Héra soit une adoratrice. On peut voir une figure féminine chevauchant en amazone (2e quart du VIIIe siècle av. J.-C.). Un groupe de sept femmes nues dansant en rond pourrait figurer des nymphes (VIIIe siècle av. J.-C.). Les figures animales sont le plus souvent des chevaux ou des taureaux. Les chaudrons (de toutes tailles) étaient aussi un type récurrent d'offrande à Zeus. La salle en expose toute la variété, ainsi que des anses (décorées de chevaux dans les premiers temps puis de plus en plus de figures humaines ou divines comme les Telchines). Un cheval (début du VIIe siècle av. J.-C.) en bronze (fonte pleine) de plus grande dimension que les autres statuettes similaires marque esthétiquement (et physiquement dans la salle) le passage de l'époque géométrique à l'époque archaïque. À partir du VIIe siècle av. J.-C. se développe un style « orientalisant » intégrant de nouveaux motifs, comme les lions, les sirènes et surtout les griffons. Un nouveau type de chaudron apparaît aussi, le chaudron à « cuve clouée », remplaçant le chaudron à « cuve mobile ». Les nouveaux motifs sont appliqués sur la lèvre de la cuve. Des protomés de sirènes ou de griffons sont appliqués en décor.
| Objet | Description | Origine et datation                    |
| ----- | --- | -------------------------------------- |
|       | Offrandes à Zeus Animaux en bronze et terre cuite.                                                                                              | Olympie IXe – VIIIe siècle av. J.-C.   |
|       | Groupe de femmes dansant en rond Ronde de sept figures féminines, nues. Ronde de jeunes filles en âge de se marier (?) Offrande à Zeus, bronze. | Olympie VIIIe siècle av. J.-C.         |
|       | Statuette de cheval Offrande à Zeus. Bronze, fonte pleine.                                                                                      | Olympie début du VIIe siècle av. J.-C. |
|       | Tête de lion en bronze Peut-être fixée sur un bouclier ou un édifice. Importation orientale : néo-hittite.                                      | Olympie VIIIe siècle av. J.-C.         |

L'époque archaïque marque un premier apogée du sanctuaire et les objets en bronze de cette période sont très abondants : figurines, plaques de bronze, mais aussi armes et boucliers (véritables ou offrandes miniatures). Les objets en bronze martelés présentés sont remarquables en raison de leur rareté, comme le génie féminin ailé dont subsistent encore les yeux. Il en est de même pour les plaques de bronze qui recouvraient des objets en bois aujourd'hui disparus (coffres, portes). La plaque martelée et découpée représentant un griffon allaitant son petit est un exemplaire unique. Les anses des objets usuels sont de plus en plus élaborées : guerrier, vieillard appuyé sur son bâton (550 av. J.-C.), korai (début du Ve siècle av. J.-C.), sphinx opposés de chaque côté d'une plante (570 - 560 av. J.-C.), silènes allongés portant un cierge (530 - 520 av. J.-C.). Les guerriers ou les cités vainqueurs au combat consacraient à Zeus leurs armes et armures, ou plutôt des armes et armures symboliques : elles ne sont pas toutes à l'échelle. Elles sont souvent gravées d'une incision votive (avec le nom du donateur) ou d'un décor. Une cuirasse votive (650 - 625 av. J.-C.) trouvée au bord de l'Alphée, œuvre d'un atelier ionien, est décorée, au premier plan, de Zeus et Apollon (avec une cithare) et, au second plan, derrière Zeus, deux divinités masculines ; derrière Apollon deux figures féminines identifiées comme des Muses ou des vierges hyperboréennes, le tout sur fond de plantes et animaux fantastiques. Les boucliers votifs portent souvent des Gorgones en épisème apotropaïque. Les casques votifs ont aussi été retrouvés par centaines sur le site : les plus nombreux sont ceux de type corinthien, puis viennent les illyriens et enfin les chalcidiens.
| Objet | Description | Origine et datation                             |
| ----- | --- | ----------------------------------------------- |
|       | Génie féminin ailé (el) Bronze martelé, yeux en os.                                                                                         | Olympie 590 - 580 av. J.-C.                     |
|       | Départ d'un guerrier Plaque de bronze martelée. Scène de départ d'un guerrier, peut-être Amphiaraos). Atelier d'Ionie (Asie mineure).       | Olympie (580 av. J.-C.)                         |
|       | Griffon allaitant son petit Plaque de bronze martelée et découpée. Atelier corinthien.                                                      | Olympie 630 - 620 av. J.-C.                     |
|       | Gorgone entourée de trois ailes Épisème en bronze martelé d'un bouclier votif. Décor de Gorgone entourée de trois ailes.                    | Olympie Première moitié du VIe siècle av. J.-C. |
|       | Gorgone ailée (el) Gorgone ailée avec des pattes de lion et une queue de poisson. Épisème en bronze d'un bouclier votif, décor au repoussé. | Olympie Seconde moitié du VIe siècle av. J.-C.  |
|       | Casques corinthiens Casques archaïques en bronze, de type corinthien.                                                                       | Olympie                                         |
|       | Casque de type illyrien Casque de bronze de type illyrien, avec un décor appliqué en feuille d'argent.                                      | Olympie 530 av. J.-C.                           |

La salle expose aussi l'acrotère central, restauré, en terre cuite du temple d'Héra. Les interprétations divergent. La plus courante est qu'il symboliserait l'astre solaire. Une tête monumentale de la déesse, en stuc, pourrait provenir elle aussi du temple, puisqu'elle a été découverte à proximité. Œuvre d'un atelier péloponnésien (vers 600 av. J.-C.), elle est caractéristique de la sculpture archaïque, avec le sourire archaïque et les yeux en amande. Certaines interprétations disent qu'elle serait issue d'un groupe votif de Zeus et Héra, provenant de l'intérieur du temple lui-même. D'autres proposent d'y voir une tête de sphinge,.

### Les terres cuites
Cette petite salle no 3 (la dernière à gauche) propose principalement des objets en terre cuite : vases (de production locale ou laconienne), mais aussi décors architecturaux aux couleurs conservées provenant des trésors de Mégare et de Géla surtout : fragments de corniches et de frontons. On peut aussi y voir des bijoux de bronze. Tous ces objets datent de la fin de l'époque archaïque et du début de l'époque classique. Au milieu de la salle, un lion, œuvre d'un atelier corinthien, est un des premiers exemples de sculpture monumentale (vers 680 - 670 av. J.-C.). Le mur sud propose la restauration de l'entablement d'un des deux seuls trésors à avoir été identifiés sur le site : celui de Mégare, grâce à une inscription datant de l'époque romaine sur l'architrave. Le fronton (5,70 m de long sur 0,75 m de haut) représente une gigantomachie dont une seule des onze figures (un géant) est en assez bon état de conservation. On devine cependant les dieux Zeus, Athéna, Héraclès, Poséidon et Arès. Des serpents et monstres marins complètent le décor aux angles,.
| Objet | Description                                                                            | Origine et datation                             |
| ----- | -------------------------------------------------------------------------------------- | ----------------------------------------------- |
|       | Trésor de Géla Détail du décor en terre cuite du fronton du Trésor de Géla.            | Olympie Deuxième moitié du VIe siècle av. J.-C. |
|       | Trésor de Mégare Restauration de l'entablement (fronton et frise) du trésor de Mégare. | Olympie Vers 520 av. J.-C.                      |

### Sculpture monumentale en terre cuite
Cette salle no 4 abrite des exemples très rares (en raison de leur fragilité) de statuaire monumentale en terre cuite. Le groupe le plus célèbre est celui de Zeus enlevant Ganymède, représentatif du style sévère et œuvre d'un atelier corinthien (480 - 470 av. J.-C.) : Zeus a encore le « sourire archaïque », mais son regard est déjà expressif. Il constituait peut-être l'acrotère central d'un des trésors. D'autres acrotères de trésors sont aussi exposés : un dauphin bondissant au-dessus de vagues (vers 400 av. J.-C.), un lion assis (milieu du Ve siècle av. J.-C.) ou une tête d'Athéna, aux yeux en amandes, coiffée d'un casque attique et d'une couronne ornée d'une fleur de lotus (vers 490 av. J.-C.).
La salle expose aussi des objets en bronze. Les casques de Miltiade et Hiéron ont été consacrés à Zeus par leur propriétaire. Miltiade offrit le casque (trouvé dans le remblai sud du stade) qu'il portait lors de la bataille de Marathon (490 av. J.-C.). Un casque assyrien, butin de cette même bataille, consacré par les Athéniens est exposé à côté. Le casque offert par Hiéron célèbre sa victoire contre les Étrusques à la bataille de Cumes (474 av. J.-C.) : un casque avec une inscription similaire se trouve au British Museum. Une tête de bélier en bronze trouvée près du mur ouest du stade, unique exemple antique, datant de la première moitié du Ve siècle av. J.-C., est réellement décorée d'une tête de bélier,,.
| Objet  | Description | Origine et datation                   |
| ------ | --- | ------------------------------------- |
|        | Zeus enlevant Ganymède Terre cuite polychrome. Hauteur : 1,1 m | Olympie 480 - 470 av. J.-C.           |
|        | Lion en terre cuite Probablement acrotère d'un trésor. | Olympie Milieu du Ve siècle av. J.-C. |
|        | Dauphin bondissant Fragment en terre cuite en forme de dauphin bondissant au-dessus de vagues. Probablement acrotère d'un trésor.                                                                                              | Olympie 400 av. J.-C.                 |
| B 2600 | Casque de Miltiade (el) Casque de bronze, de style corinthien, offert par Miltiade le Jeune après la bataille de Marathon et portant l'inscription : ΜΙΛΤΙΑΔΕΣ ΑΝΕ[Θ]ΕΚΕΝ [Τ]ΩΙ ΔΙ soit : "Miltiade a dédié ce casque à Zeus". | Olympie vers 490 av. J.-C.            |

### Frontons et métopes du temple de Zeus
La grande salle centrale (no 5) du musée est consacrée au temple de Zeus. Sa longueur correspond à la largeur du temple, de manière à exposer les frontons (42 statues au total, en style sévère), dans leur intégralité. Le fronton est (à gauche en entrant depuis le hall) représente les préparatifs de la course de chars entre Pélops et Œnomaos. Le fronton ouest représente le combat entre les Centaures et les Lapithes, sous l'œil d'Apollon, figure centrale. Les statues sont toutes en marbre de Paros, sauf sur le fronton ouest où des figures sont en marbre pentélique, signe d'une restauration durant l'Antiquité : une femme dans le coin gauche (remplacée au IVe siècle av. J.-C.) et les deux femmes dans le coin droit (remplacées au Ier siècle av. J.-C.). Des traces de couleur montrent que les frontons étaient peints,,,.

#### Fronton est
Ce fronton (daté 470 - 456 av. J.-C.), d'une largeur de 26,39 m pour une hauteur de 3,15 m au maximum, représente, avec 21 statues, les préparatifs de la course de chars entre Pélops et Œnomaos, un des mythes fondateurs des Jeux olympiques antiques. Pausanias l'attribue au sculpteur Paionios. Les versions les plus récentes parlent du « maître d'Olympie ». Le fronton daterait du milieu du Ve siècle av. J.-C. Les statues, à l'échelle 1,5, sont toutes en ronde bosse, hormis trois des chevaux. Aucune des statues n'est complète. Aucune trace des chariots (en bronze comme les armes des personnages) n'a été retrouvée, sauf là où ils étaient reliés aux chevaux. La place des figures a été fixée en fonction de l'endroit où elles ont été retrouvées lors des fouilles, d'où les interprétations parfois divergentes et contradictoires,,.

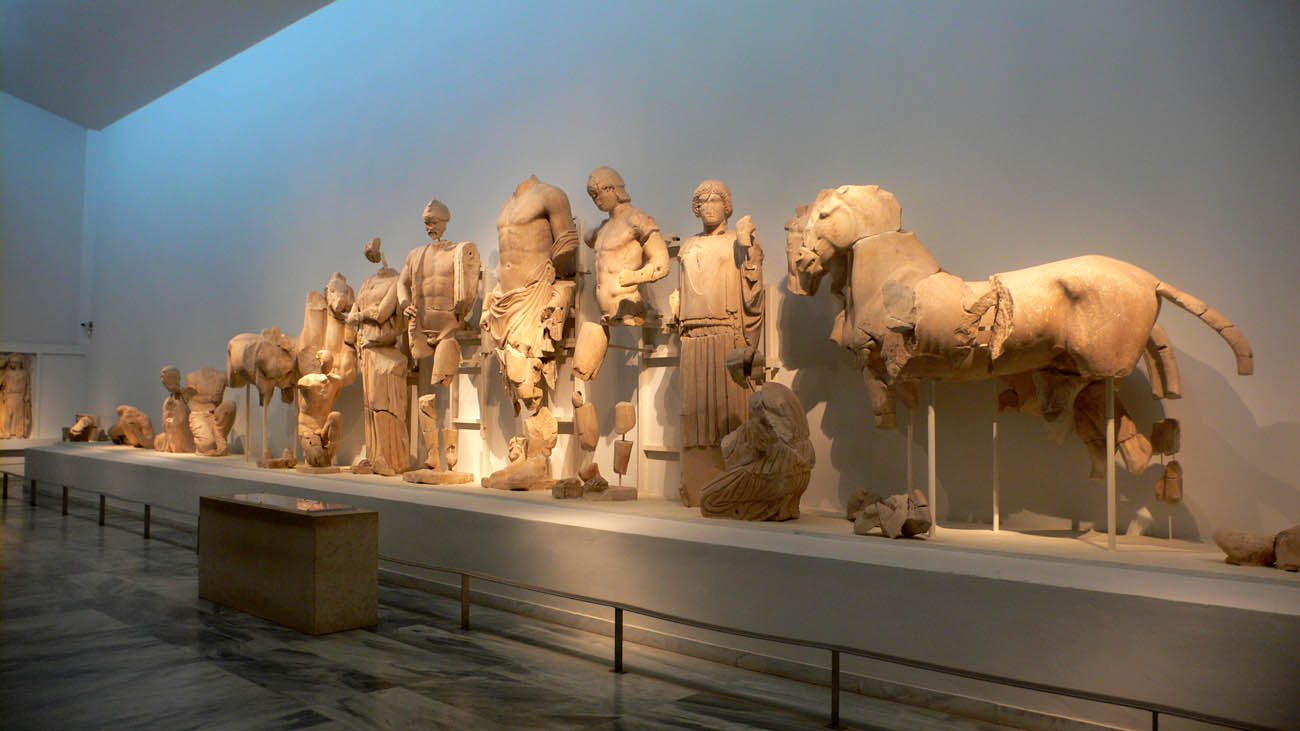
Fronton est du temple de Zeus

Les reconstitutions les plus récentes proposent comme figure centrale Zeus, avec le foudre à la main. Supposé invisible aux concurrents, il est tourné vers Pélops qu'il favorise donc. À gauche, se tient debout Œnomaos, casqué, avec une lance, disparue, à la main, puis son épouse Stéropé, une main sur le menton, en signe d'inquiétude. Viennent ensuite les chevaux d'Œnomaos. À leurs pieds se trouve une statue pour laquelle les interprétations varient : certaines y voient un palefrenier inconnu, d'autres Myrtilos, l'aurige d'Œnomaos. Viennent ensuite un devin (Clytios ou Amythaon), un jeune homme, qui pourrait être à nouveau l'aurige Myrtilos et enfin la personnification du fleuve Kladéos dans l'angle du fronton, ou l'Alphée selon d'autres interprétations. À droite se tient Pélops, casqué, une lance disparue dans la main droite, et un bouclier disparu dans la main gauche. À sa droite, sa future épouse, prix de la course de chars, Hippodamie, soulève un pan de son péplos, geste rituel de la jeune mariée. Une jeune femme s'occupe des chevaux. Vient ensuite un devin (Clytios, Iamos ou Amythaon), le visage exprimant l'angoisse, car il a prévu l'issue de la course. La figure suivante est celle d'un enfant jouant avec son orteil. Enfin, la personnification du fleuve Alphée (ou Kladéos) fait l'angle du fronton,.
| Objet | Description                                  | Origine et datation      |
| ----- | -------------------------------------------- | ------------------------ |
|       | Fronton est Partie centrale.                 | Temple de Zeus à Olympie |
|       | Fronton est Figure de jeune homme, à gauche. | Temple de Zeus à Olympie |
|       | Fronton est Devin, à droite.                 | Temple de Zeus à Olympie |

#### Fronton ouest
Le fronton ouest (daté 470 - 456 av. J.-C.), d'une largeur de 26,39 m pour une hauteur de 3,47 m au maximum, attribué par Pausanias à Alcamène, représente le combat entre les Lapithes et les Centaures lors du mariage de Pirithoos et Hippodamie. Aucune des statues n'est complète ici aussi. Celle représentant Apollon est la mieux conservée,.

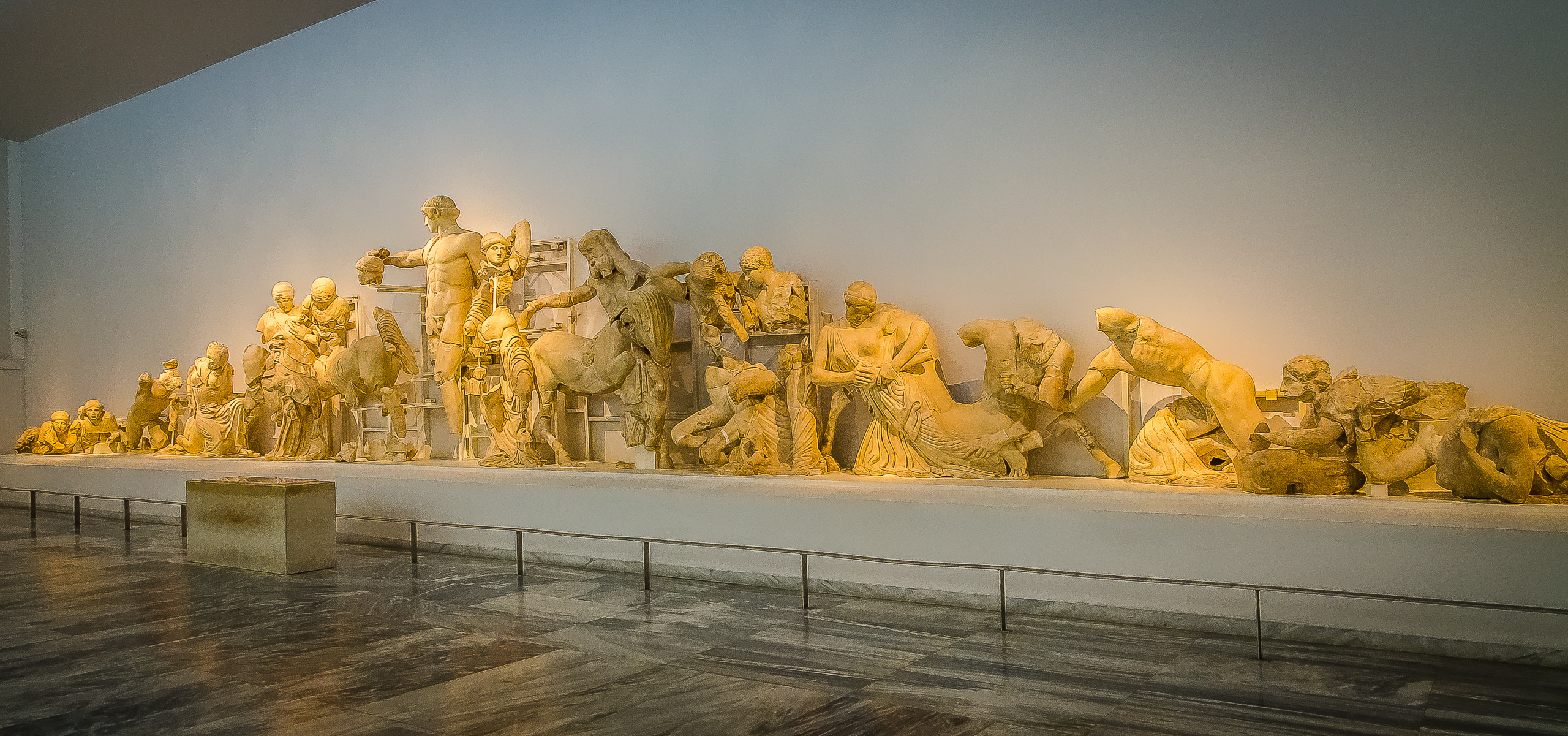
Fronton ouest du temple de Zeus

Le dieu Apollon, figure centrale, haute de 3,10 m, semble au-dessus de la mêlée. Il fait un geste d'apaisement de la main droite même s'il est venu à l'aide des Lapithes. Dans la main gauche, il tient un arc, aujourd'hui disparu. À ses côtés, les héros Thésée à gauche et Pirithoos à droite. Le côté droit, le mieux préservé, présente d'abord Hippodamie agressée par Eurytion que Pirithoos s'apprête à frapper. Ensuite, un jeune homme est saisi par un centaure. Plus loin, une femme lapithe, le vêtement déchiré, se libère d'un centaure blessé par l'épée d'un Lapithe agenouillé. L'angle est orné de deux figures féminines. Le côté gauche propose un décor similaire, mais en moins bon état,.
| Objet | Description                                                    | Origine et datation      |
| ----- | -------------------------------------------------------------- | ------------------------ |
|       | Fronton ouest Partie centrale du fronton ouest                 | Temple de Zeus à Olympie |
|       | Fronton ouest Angle gauche : femme lapithe. Marbre pentélique. | Temple de Zeus à Olympie |
|       | Fronton ouest Centaure mordant un Lapithe.                     | Temple de Zeus à Olympie |

#### Métopes
Les métopes du temple de Zeus, en marbre de Paros  (1,50 m sur 1,60 m), représentent les travaux d'Héraclès. Les mieux conservées figurent les oiseaux du lac Stymphale, le taureau crétois, les pommes d'or du jardin des Hespérides et les écuries d'Augias Elles sont attribuées au « maître d'Olympie »,,,,.
| Objet | Description | Origine et datation      |
| ----- | --- | ------------------------ |
|       | Les pommes d'or du jardin des Hespérides Quatrième métope est.                                                                 | Temple de Zeus à Olympie |
|       | Les oiseaux du lac Stymphale Troisième métope ouest (une partie, présentée ici sous forme de moulage, est au musée du Louvre). | Temple de Zeus à Olympie |

### «Victoire de Paionios»

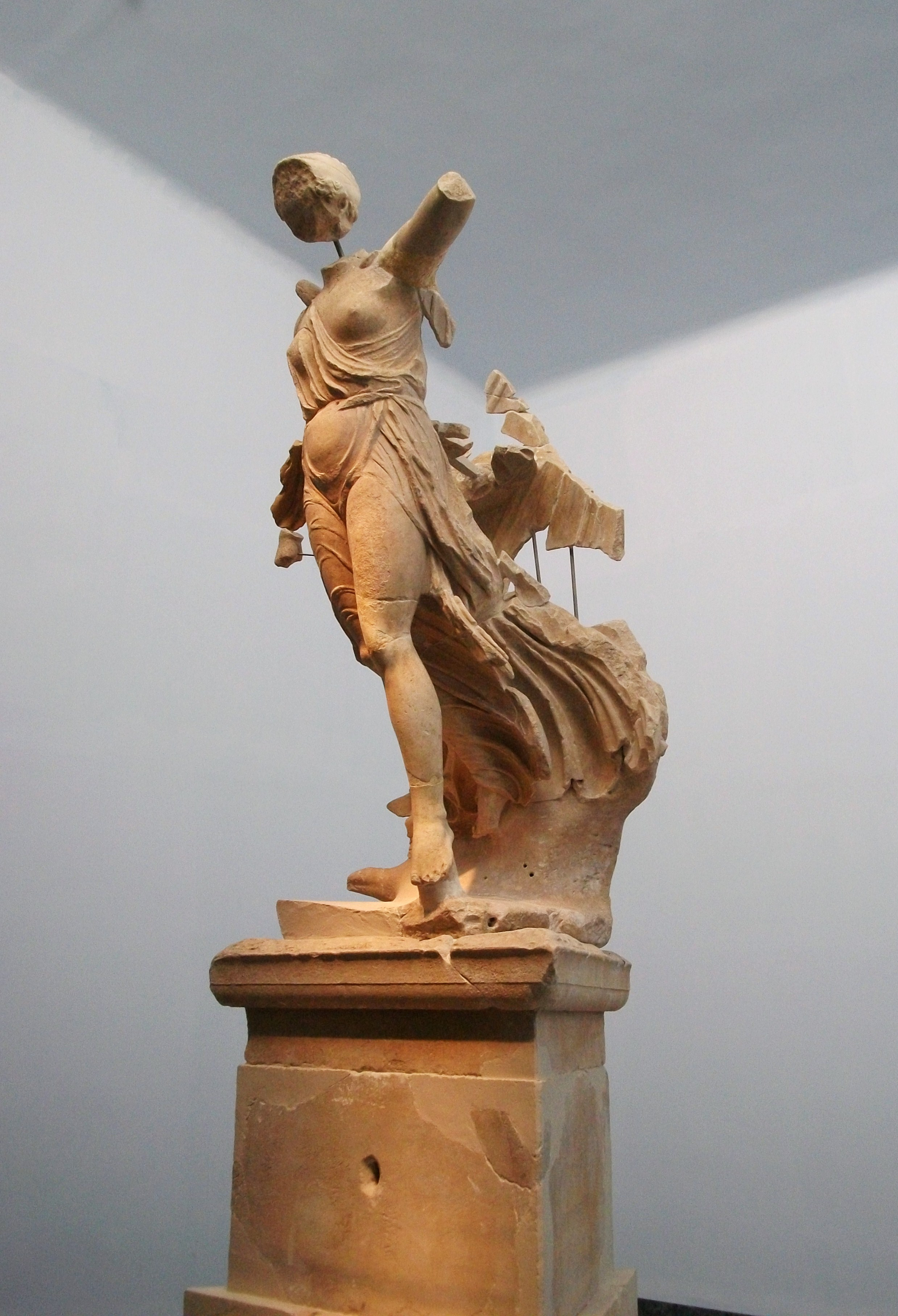
« Victoire de Paionios »

Une salle spéciale, la no 6, a été réservée à la « Victoire de Paionios », exemple représentatif du « style riche ». Due à Paionios, sculpteur originaire de Chalcidique et qui a signé sur le socle, elle fut dédiée à Zeus en 421 av. J.-C. par les Messéniens et les Naupactéens après la défaite de Sparte à Sphactérie en 425 av. J.-C. ou d'une des dernières batailles de la phase dite « guerre d'Archidamos » de la guerre du Péloponnèse.

Restitutions : ailes, manteau, visage.
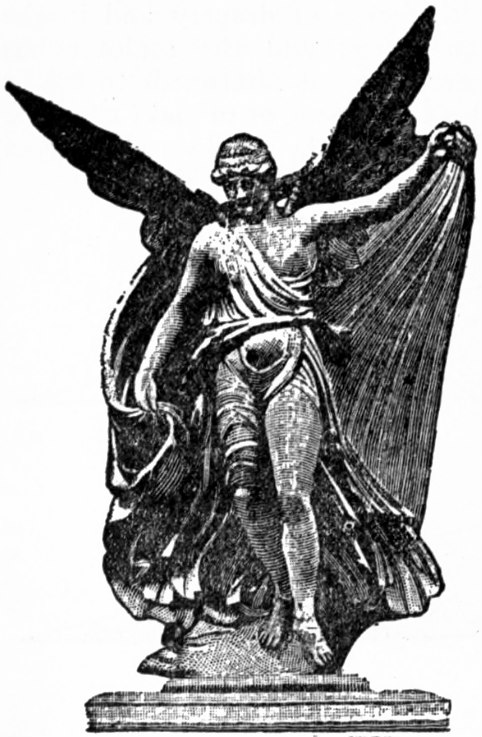
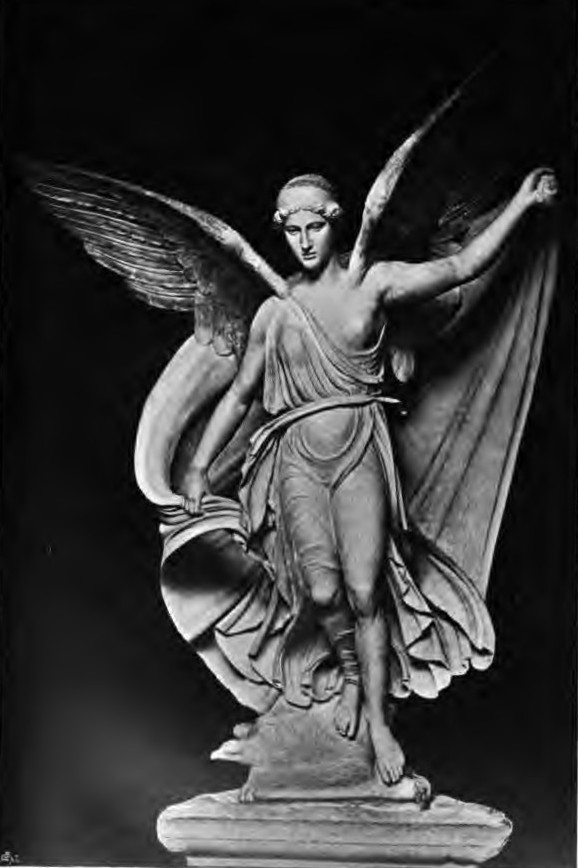
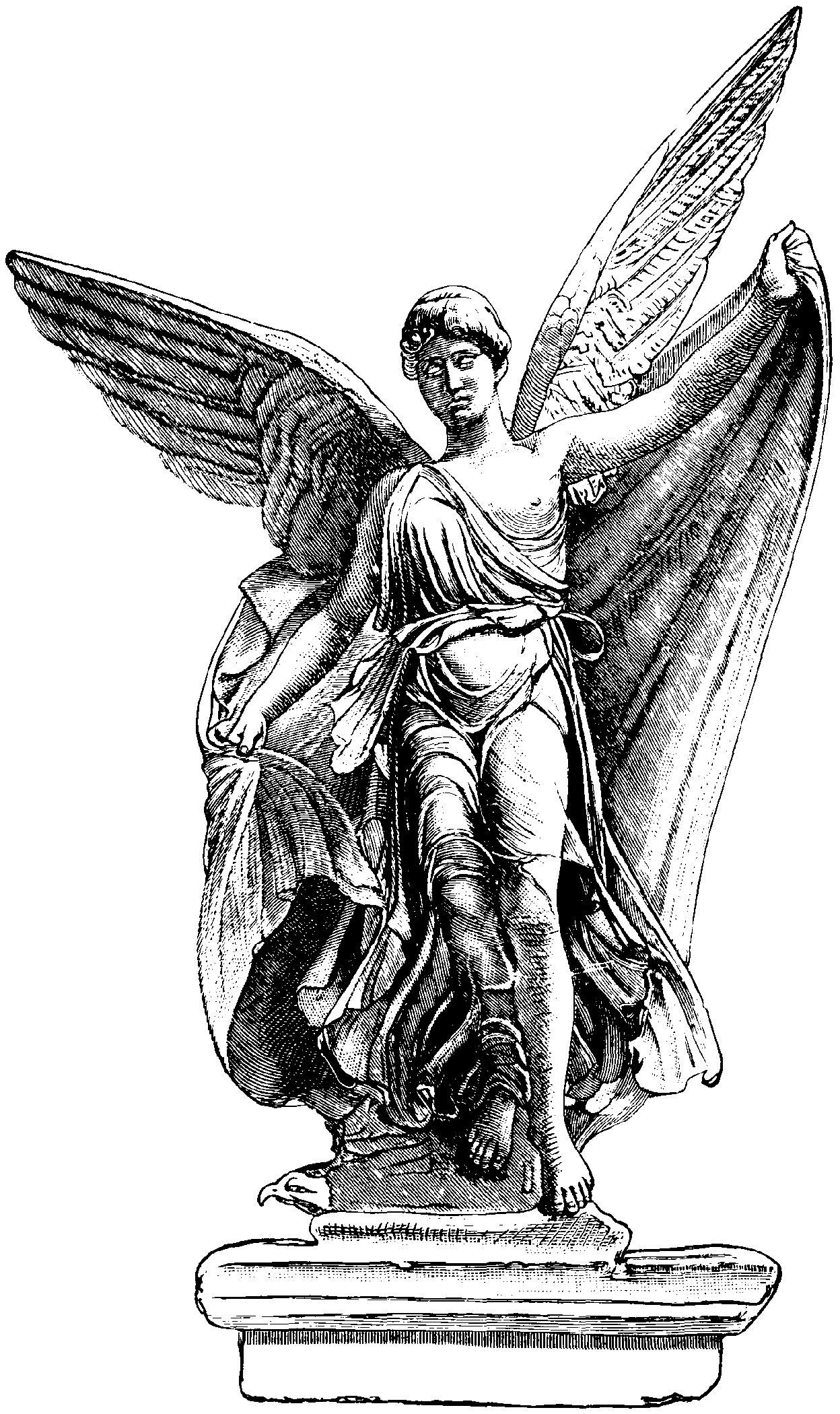

La statue, haute de 2,11 m, se trouvait sur un piédestal, au sud-est du temple de Zeus. Elle est considérée comme la première statue monumentale de « Niké » (« Victoire ») de l'histoire. C'est aussi la première représentation connue d'une « Niké » en vol. Faite de marbre de Paros, elle est incomplète. Les ailes, l'himation (manteau) qui flotte derrière elle et le visage sont perdus, mais le mouvement est conservé. Elle descend de l'Olympe et pose le pied au sol. Ses ailes sont encore déployées. Son chiton (tunique), très près du corps, présente des traces de peinture rouge. Sous ses pieds se trouvait un aigle dont il ne reste que la tête,,.

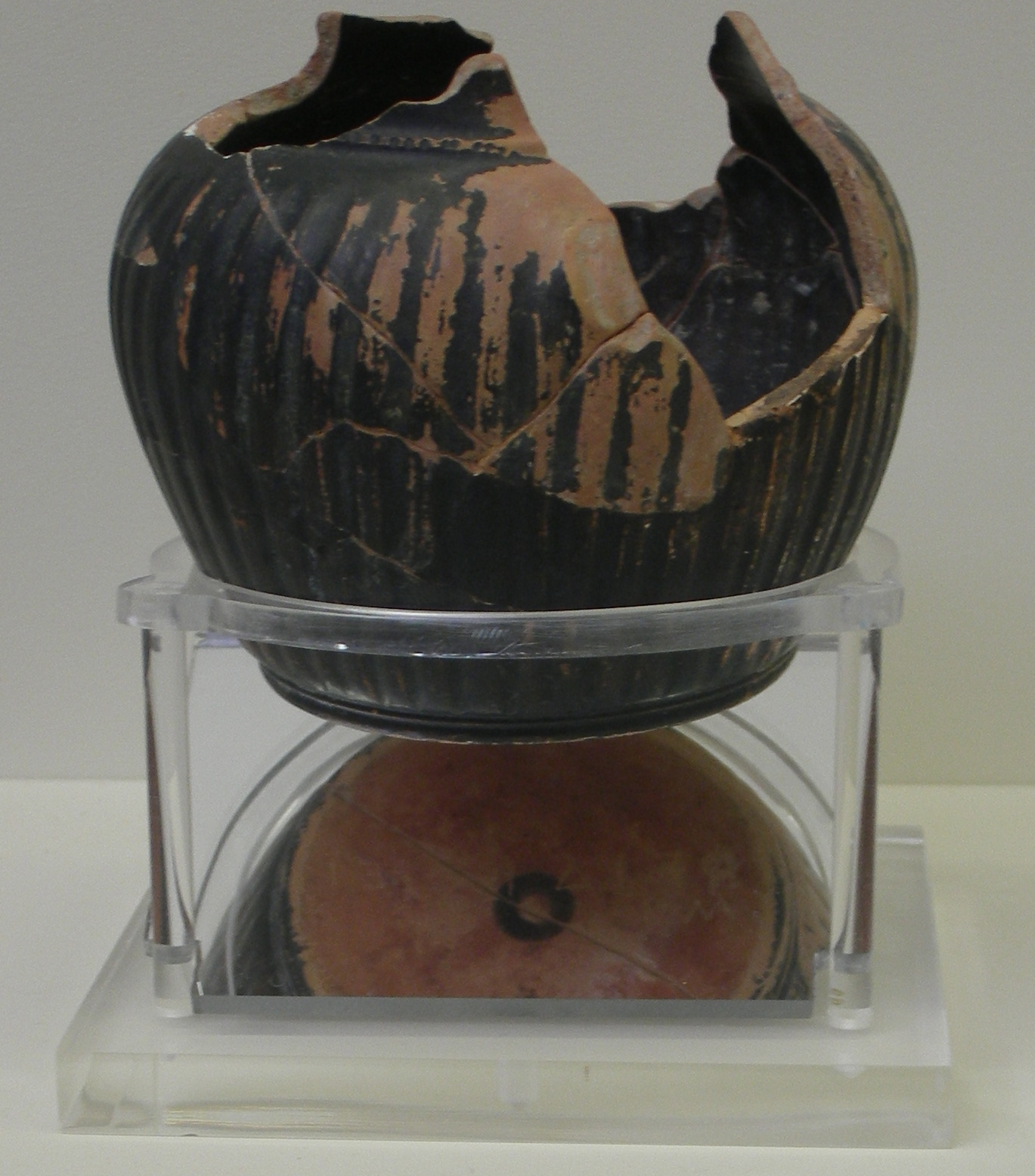
Œnochoé de Phidias portant sur le fond l'inscription '. 2e moitié du

### Atelier de Phidias
L'atelier du sculpteur Phidias, dans la partie ouest du site, a été définitivement identifié en 1958 grâce à la découverte d'une œnochoé portant le nom de son propriétaire.
Cette œnochoé est exposée dans cette salle (no 7) avec des outils et des moules ayant servi à la fabrication de la statue chryséléphantine de Zeus, une des Sept Merveilles du monde.

### Hermès de Praxitèle

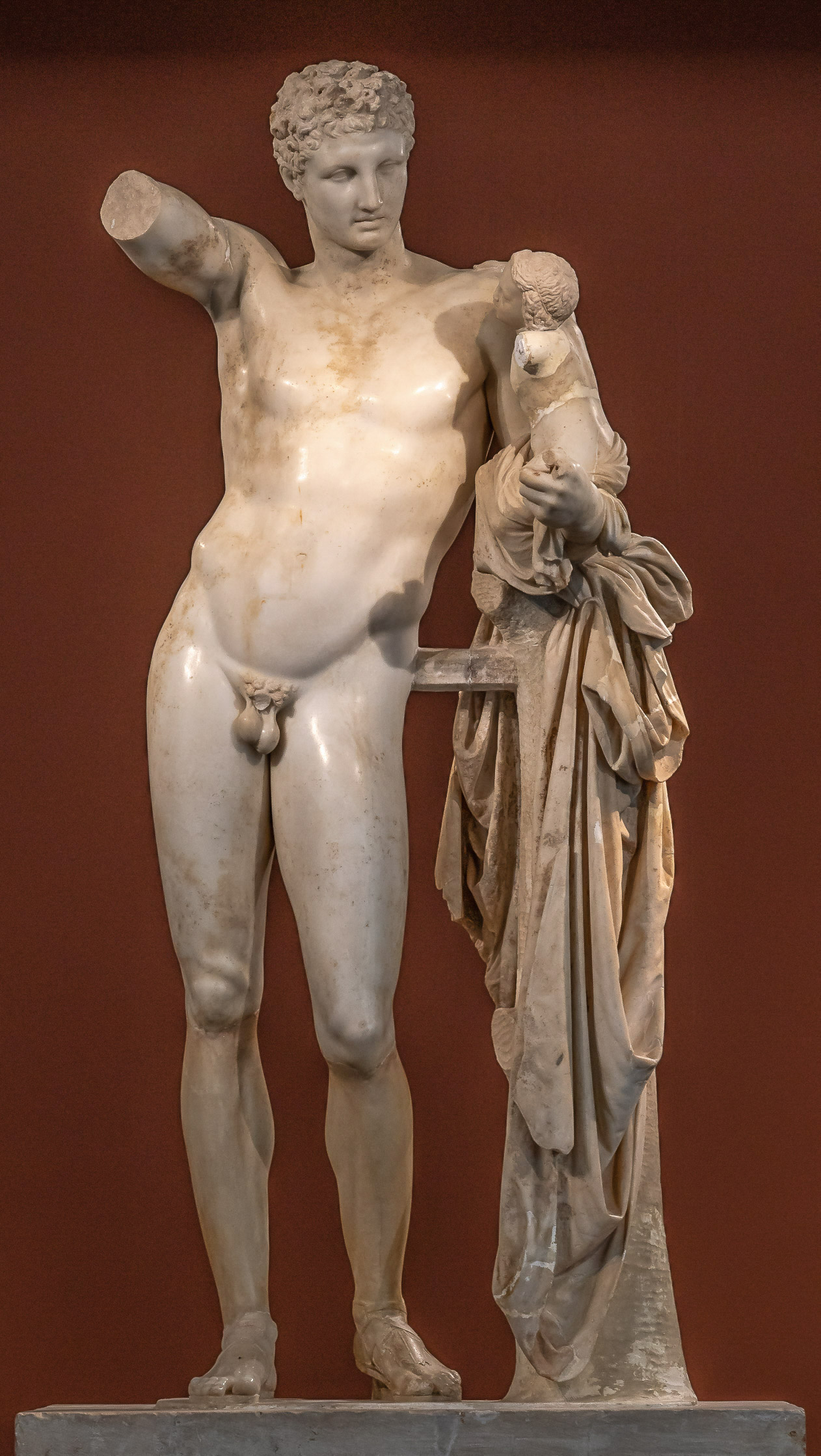
L’Hermès portant Dionysos enfant de Praxitèle (vers).

La salle no 8 a été spécialement conçue pour accueillir l’Hermès portant Dionysos enfant de Praxitèle. La statue en marbre de Paros et haute de 2,13 m dispose en effet d'une base antisismique et d'un éclairage spécifique à base de lumière naturelle.
L’Hermès a été découvert en 1877 dans la cella du temple d'Héra et a été identifié grâce à la description laissée par Pausanias. Cependant, cette attribution continue à susciter la controverse parmi les spécialistes.
Lors de sa découverte, la statue était dans un assez bon état de conservation. Cependant, la jambe gauche sous le genou, l'intégralité de la jambe droite et le bas du tronc d'arbre ont dû être restitués. Hermès, appuyé sur un tronc d'arbre, est nu et porte sur le bras gauche Dionysos encore bébé. Dans la main gauche, il devait tenir un caducée aujourd'hui disparu. La main droite (disparue avec l'intégralité du bras coupé au-dessus du coude) devait tenir une grappe de raisin que Dionysos cherchait à attraper. Des traces de peinture brun-rouge ont été retrouvées dans les cheveux et sur une sandale d'Hermès, ainsi que des traces d'enduit,,.

### Collection hellénistique
La collection hellénistique couvrant dans le musée la période allant du IVe au Ier siècle av. J.-C. est regroupée dans la petite salle no 9. Elle est en effet très réduite alors que les statues offertes au sanctuaire le furent en très grand nombre à l'époque. Elles ont quasiment toutes disparu : peut-être enlevées pour orner Constantinople comme la statue chryséléphantine de Zeus, peut-être détruites à la suite de l'édit de Théodose II puis des tremblements de terre ou peut-être disparues dans les fours à chaux dans les siècles suivants. On peut voir dans cette salle, en plus de céramiques, une petite statue masculine allongée, identifiée parfois à Dionysos (IVe ou IIIe siècle av. J.-C.), une statue de femme assise (Ier siècle av. J.-C.), une tête d'Aphrodite du type « Aphrodite de Cnide », ainsi que d'autres fragments de statues et de bâtiments (Léonidaion et Philippéion).

### Nymphée
La salle no 10 propose la première partie de la collection romaine du musée : celles des statues provenant du nymphée érigé par Hérode Atticus et son épouse Régilla en 160 pour résoudre les problèmes d'approvisionnement en eau du sanctuaire.
D'un côté de la salle, les statues, plus ou moins complètes, de l'étage supérieur de la fontaine exèdre sont présentées dans une organisation en arc de cercle rappelant la forme originale du monument. Elles représentent la famille élargie d'Hérode Atticus : la tête de M. Appius Bradua (aïeul de Régilla) ; le corps sans tête de Régillus (fils d'Hérode et Régilla) ; Athénaïs (fille cadette d'Hérode), du type « petite Herculanaise » ; le corps sans tête de Titus Claudius Atticus Herodes (père d'Hérode) ; une statue centrale de Zeus, du type « de Dresde », copie en marbre d'un original en bronze de 430 av. J.-C. ; une statue féminine sans tête de type « grande Herculanaise » et identifiée comme celle de Régilla ; la statue elle aussi acéphale d'Appius Annius Gallus (père de Régilla) ; Attilia Caucidia Tertulla (appartenant aussi à la famille) et enfin Elpinice (fille aînée d'Hérode). Au centre de la pièce, comme au centre du bassin supérieur de la fontaine, un taureau en marbre portant une inscription indiquant qu'il a été dédié à Zeus par Régilla, épouse d'Hérode et prêtresse de Démeter Chamyné. De l'autre côté de la salle, du côté fenêtres, sont exposées les statues du niveau inférieur du Nymphée représentant les membres de la famille impériale : la statue sans tête de Marc Aurèle qui était placée dans un naïskos (dont provient aussi un chapiteau corinthien exposé dans la même salle) ; Faustine l'Ancienne (femme d'Antonin le Pieux) ; Faustine la Jeune (fille d'Antonin le Pieux et femme de Marc Aurèle) ; une statue de jeune fille qui pourrait représenter soit Lucilla soit Annia Faustina, filles de Marc Aurèle ; la tête de Lucius Verus jeune. On peut voir aussi une statue complète de Marc Aurèle, une statue d'Hadrien et enfin une statue acéphale identifiée comme Hérode Atticus et provenant aussi du naïskos.
| Objet | Description                                                                                  | Origine et datation         |
| ----- | -------------------------------------------------------------------------------------------- | --------------------------- |
|       | Taureau en marbre Dédié à Zeus par Régilla, épouse d'Hérode et prêtresse de Démeter Chamyné. | Olympie                     |
|       | Hadrien Statue en marbre.                                                                    | Olympie vers 160 apr. J.-C. |
|       | Marc Aurèle Statue en marbre.                                                                | Olympie vers 160 apr. J.-C. |

### Métrôon et Héraïon

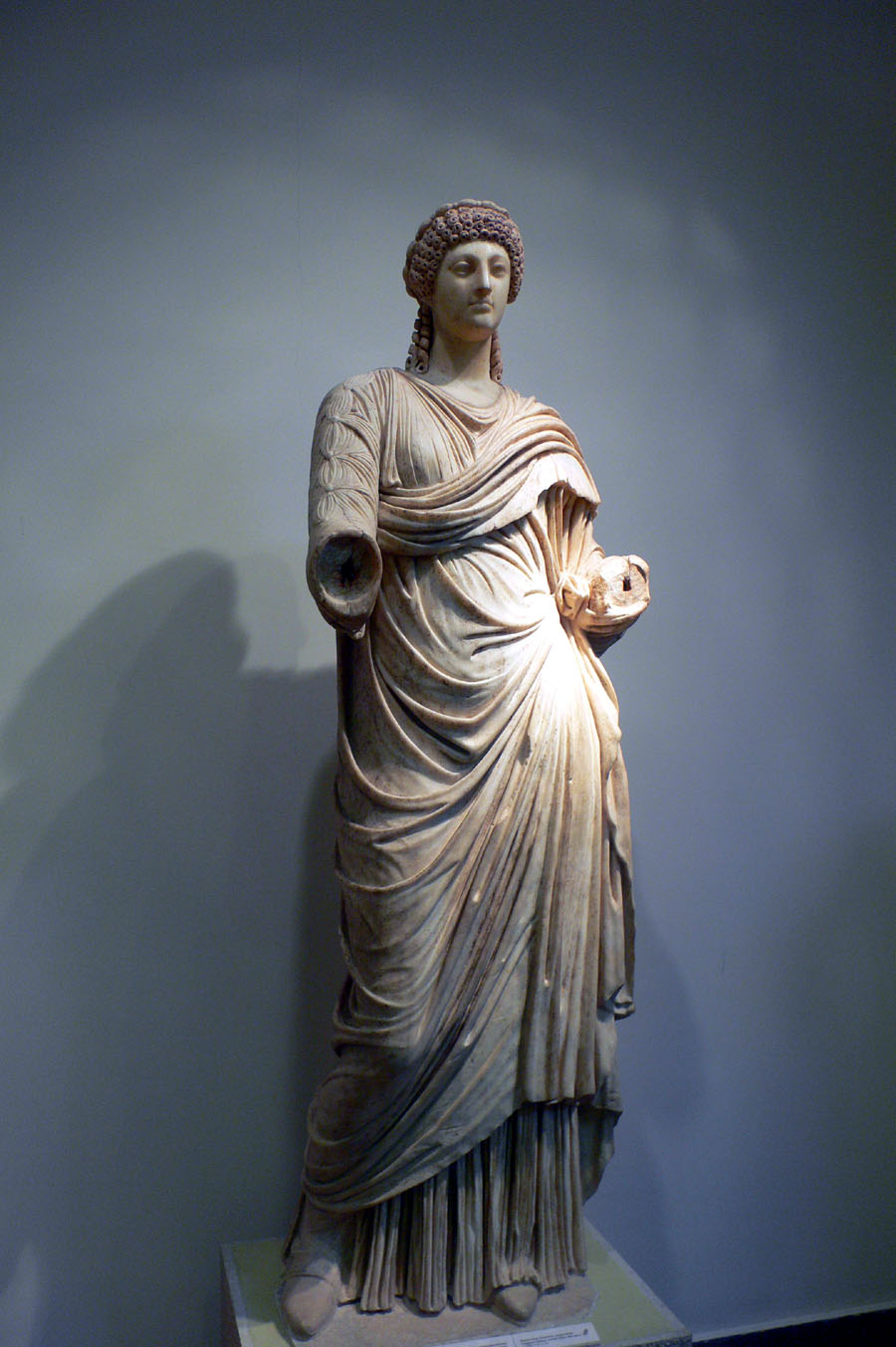
Statue en marbre de Poppée
1re moitié du

Le Métrôon est un petit temple dorique situé sur l'Altis entre les trésors et le temple d'Héra. Il fut dédié à la Mère des dieux au IVe siècle av. J.-C. puis transformé à l'époque romaine en temple d'Auguste et Rome. La petite salle no 11 expose d'un côté des statues provenant de ce bâtiment (Agrippine la Jeune, mère de Néron, en prêtresse, la tête couverte de son himation et Titus) et de l'autre celles provenant du temple d'Héra (Héraïon) : une statue de noble éléen non identifié, une statue de Poppée (seconde femme de Néron) et une statue de Domitia (femme de Domitien).

### Les dernières années du sanctuaire
La salle no 12 est consacrée aux dernières « années » ou siècles du sanctuaire. On peut y voir des vases utilitaires et des ustensiles domestiques en terre cuite, ainsi que des objets en bronze et autres métaux (haches, pioches, bêches, marteaux, etc.) couvrant une période allant du IIe siècle à la fin du VIe siècle, début du VIIe siècle lorsque le site fut définitivement abandonné. Les objets découverts lors des fouilles du cimetière romain de Frangonissi, à deux kilomètres à l'est d'Olympie, utilisé du Ier au IVe siècle apr. J.-C., sont exposés ici : des bijoux, des jouets (poupées et figurines d'animaux) et surtout des vases de verre, dont parfois des vases plus anciens, comme une œnochoé en verre du Ve siècle av. J.-C. Les derniers objets chronologiquement et muséographiquement sont des jarres en terre cuite, faites à la main et produites par les tribus slaves installées dans la région aux VIIe et VIIIe siècles,.
| Objet | Description                        | Origine et datation                  |
| ----- | ---------------------------------- | ------------------------------------ |
|       | Figurines de terre cuite Poupées ? | Olympie Ier à IIIe siècle apr. J.-C. |
|       | Œnochoé en verre                   | Olympie Ve siècle av. J.-C.          |